# Provinz Chincheros
Die Provinz Chincheros liegt im Nordwesten der Verwaltungsregion Apurímac in Süd-Peru. Die Provinz erstreckt sich über ein Areal von 1242 km². Beim Zensus 2017 wurden in der Provinz Chincheros 45.247 Einwohner gezählt. 10 Jahre zuvor betrug die Einwohnerzahl 51.583. Provinzhauptstadt ist Chincheros.

## Geographische Lage
Die Provinz Chincheros liegt im Bergland der peruanischen Zentralkordillere. Sie wird im Westen und Nordosten vom Río Pampas, einem linken Nebenfluss des Río Apurímac, umflossen.
Die Provinz Chincheros grenzt im Westen und im Nordosten an die Region Ayacucho sowie im Südosten an die Provinz Andahuaylas.

## Verwaltungsgliederung
Die Provinz Chincheros besteht aus 11 Distrikten. Der Distrikt Chincheros ist Sitz der Provinzverwaltung.
| Distrikt    | Verwaltungssitz         |
| ----------- | ----------------------- |
| Anco Huallo | Uripa                   |
| Chincheros  | Chincheros              |
| Cocharcas   | Cocharcas               |
| El Porvenir | San Pedro de Huamburque |
| Huaccana    | Huaccana                |
| Los Chankas | Río Blanco              |
| Ocobamba    | Ocobamba                |
| Ongoy       | Ongoy                   |
| Ranracancha | Ranracancha             |
| Rocchacc    | Rocchacc                |
| Uranmarca   | Uranmarca               |